# Klenóc
Klenóc (szlovákul Klenovec) község Szlovákiában, a Besztercebányai kerület Rimaszombati járásában.

## Fekvése
Rimaszombattól 26 km-re északnyugatra, a Rima völgyének közelében fekszik.

## Története
1340-ben említik először, hajdan Ajnácskő várának tartozéka. A falu posztókészítőiről, szűrszabóiról volt nevezetes. Szűrszabó céhét 1825-ben alapították. Lakói vasolvasztással és szénégetéssel is foglalkoztak. A klenóci völgyben hosszan sorakoztak a vashámorok és szénégető boksák. A hagyomány szerint a község területén fogták el a liptói hajdúk Jánosik betyárvezért.
Vályi András szerint: „KLENÓCZ. Klenovecz. Nagy tót falu Hont Várm. földes Ura Kubinyi Uraság, lakosai mind evangelikusok, fekszik Nyustának szomszédságában, sovány határja 3 nyomásra van osztva, terem rozsot, zabot, réttyek, és kaszállójok nem sok, erdejek színte el pusztúlt, legelő mezejek elég van, sajtyok híres, határjok a’ méh tartására alkalmatos, deszka, sindely, és más fa edényekkel keresik leg inkább élelmeket, az alföldre hordván lakosai."
Fényes Elek geográfiai szótárában így ír a községról: „Klenócz, Gömör-Kis-Honth v. tót falu, Rimaszombathoz éjszakra 3 mfldnyire, egy magas hegyektől keritett völgyben: 65 kath., 2651 evang. lak. Evang anyaszentegyház. Határa egész a breznói erdőig kiterjed, s rajta a lakosoknak számos szállásaik vannak. Tiszta buzát csak a falu közelében vetnek, de más gabonanemeket bőséggel, valamint mákot és főzeléket is; a juh- s marhatartást szinte szorgalmatosan üzik; de erdejük nem igen sok. Némellyek durva fehér posztót csinálnak. Megjegyzésre méltó, hogy az itteni evang. predikátor fizetése helyett a kir. dézsmát kapja. F. u. a Kubinyi nemzetség." Archiválva 2007. szeptember 27-i dátummal a Wayback Machine-ben
Gömör-Kishont vármegye monográfiája szerint: „Klenócz, a Rimavölgy közelében fekvő tót nagyközség, 607 házzal és 4652, nagyobbára ág. ev. h. vallású lakossal. Hajdan Ajnácskő vár tartozéka volt s először 1438-ban említik. 1526-ban még Feledy Istók bírja, később meg már a Kubinyi család a földesura. Azelőtt sok posztós lakott a községben és a szűrcsapó czéh 1825-ben kapta a czéhlevelét. A Kubinyiak itt három kúriát építtettek, melyek közül az egyik ma is birtokukban van. A lakosok takarékpénztárt tartanak fenn. Itt van a rimamurány-salgótarjáni vasmű-részvénytársaság erdőgondnoksága. A klenóczi völgyben hajdan véges-végig vashámorok voltak. A vasérczet tengelyen szállitották ide a 30–35 km távolságban fekvő Vashegyről, ellenben a szenet a közeli erdőkben égették. Ezek a bányák eleinte egyesek birtokában voltak, kik később „Rimavölgyi Vasműegylet" czímen társasággá alakultak. Maguk a hámorok a mult század második felében szüntek meg. A lakosok régen nevezetes sajtkereskedést is űztek és a klenóczi sajt, az ostyepka, általánosan ismeretes volt. Ma is sokan foglalkoznak még sajtgyártással, de ez az iparág már erősen elhanyatlott. Ág. h. ev. temploma a XVII. század elején épült. A községnek azelőtt fatemploma volt, melyet a lakosok a dusaiaknak adtak el, a hol azóta ismét templomul szolgál. 1888-ban a községnek legnagyobb része tűz által pusztult el. A községhez tartoznak Staropolo, Rásztócsnó, Hlinanecz, Feketepatak és Cziszárszko, melyek hajdan mind vashámorok voltak. A községben van posta, a távíró és vasúti állomás pedig Nyustyán."
A trianoni békeszerződésig Gömör-Kishont vármegye Rimaszombati járásához tartozott.
A falu a szlovák nemzeti felkelésben jelentős szerepet játszott.

## Népessége
| Év:            | 1994. | 2004.   | 2014.   | 2024.   |
| -------------- | ----- | ------- | ------- | ------- |
| Emberek száma: | 3370  | 3268    | 3213    | 2952    |
| Eltérés:       |       | -3,02 % | -1,68 % | -8,12 % |

| Év:            | 2023. | 2024.   |
| -------------- | ----- | ------- |
| Emberek száma: | 2970  | 2952    |
| Eltérés:       |       | -0,60 % |

1880-ban 4260 lakosából 39 magyar és 3954 szlovák anyanyelvű volt.
1890-ben 4591 lakosából 135 magyar és 4448 szlovák anyanyelvű volt.
1900-ban 4652 lakosából 159 magyar és 4327 szlovák anyanyelvű volt.
1910-ben 4700 lakosából 138 magyar, 12 német, 4355 szlovák és 195 egyéb anyanyelvű volt.
1921-ben 4466 lakosából 21 magyar, 6 német, 4438 csehszlovák és 1 egyéb nemzetiségű volt.
1930-ban 4408 lakosából 12 magyar, 6 zsidó, 1-1 német és ruszin, 4379 csehszlovák, 3 egyéb nemzetiségű és 6 állampolgárság nélküli volt.
1970-ben 4162 lakosából 4 magyar és 4135 szlovák volt.
1980-ban 4022 lakosából 15 magyar és 3986 szlovák volt.
1991-ben 3470 lakosából 9 magyar és 3264 szlovák volt.
2001-ben 3294 lakosából 3068 szlovák, 195 cigány és 7 magyar volt.
2011-ben 3324 lakosából 2834 szlovák, 202 cigány és 4 magyar volt.
2021-ben 3026 lakosából 1 (+1) magyar, 2860 (+21) szlovák, 87 (+131) cigány, 1 ruszin, 16 egyéb és 61 ismeretlen nemzetiségű volt.

## Nevezetességek
- Evangélikus temploma 1787-ben épült klasszicista stílusban. Barokk vörösmárvány keresztelő medencéje a 18. század első felében készült.
- A Rástočno-tanyán emléktábla emlékeztet a szlovák nemzeti felkelés itteni harcaira.
- Itt készítik a zöld hajú klenóci juhsajtot, melyet ostyepkának neveznek.
- Kitűnő sípályái vannak két sífelvonóval.

## Neves személyek
- Itt született 1754-ben Bartholomaeides László magyarországi evangélikus lelkész.
- Itt született Vladimir Mináč szlovák prózaíró, esszéista, forgatókönyvíró.

## Külső hivatkozások
- Községinfó
- Klenóc Szlovákia térképén
- Tourist-channel.sk
- A klenóci síközpont
- Fotóalbum a síterepekről
- Medvék garázdálkodnak Klenóc környékén
- E-obce.sk Archiválva 2008. szeptember 20-i dátummal a Wayback Machine-ben